# 沓掛時次郎 遊侠一匹
『沓掛時次郎 遊侠一匹』（くつかけときじろう ゆうきょういっぴき）は、1966年（昭和41年）4月1日公開の日本映画。監督：加藤泰。製作・配給：東映（撮影：東映京都撮影所）。カラー映画（フジカラー）、シネマスコープ（2.35:1）、90分（フィルム8巻・2,472メートル）。
長谷川伸の戯曲『沓掛時次郎』を原作とする8作目の映画化作品。これ以降『沓掛時次郎』は劇場用映画として製作されていない。
封切り時の同時上映作品は『愛欲』（主演：佐久間良子・三田佳子 監督：佐藤純彌）。

## 製作

### 企画
監督の加藤泰と主演の初代中村錦之助（のちの萬屋錦之介）によるコンビにとって、『瞼の母』（1962年）に続く2作目の長谷川伸作品である。
本作に先立つ1965年に、中村錦之助ら東映京都撮影所の役者30数人が労働組合を結成し会社と揉めた。労働組合の委員長だった錦之助は責任を取り、岡田茂東映京都所長（のち、同社社長）を介して、大川博東映社長に東映退社を告げた。退社の背景には東映が時代劇を製作しなくなった方針転換もあったとされる。当時映画の人気スターが専属会社を出て独立プロを興すブームがあったものの、五社協定が俄然強い時代で、「アカ嫌い」の大川は、「役者が独立プロを作るからと勝手に辞めたらしめしが付かない」と反対した。岡田は「錦之助がまた東映に戻って来れるように」と、「4本だけ出演してくれ」との条件を錦之助に飲ませて大川社長を説得し、錦之助を円満退社させた。4本のうちの1本が本作で、残りは『花と龍二部作』と『丹下左膳 飛燕居合斬り』である。
加藤の回想によれば、本作は時代劇が衰退した1966年当時において、錦之助が「最後にもう一度時代劇をやらせてほしい」と東映首脳部に懇願し、時代劇と任侠ものの2つの性格を持った本作品の企画が立ち上がったのだという。一方、加藤は水野和夫（のちの水野晴郎）によるインタビューで「ヤクザ映画全盛の風潮に錦之助が我慢ならなかった」と語り、「どうしても（錦之助は）もう一度時代劇がやりたい。(錦之助は)時代劇をもう一度作るためにヤクザ映画にも出演して」本作品の企画を通したのだ、と証言している。この時同時に『丹下左膳 飛燕居合斬り』の企画も通っているが、加藤は「時代劇の仕事をしとって、やっぱりあの『沓掛時次郎』という映画はどうしても一度作ってみたい」と先に本作の企画に飛びついたという。
本作品は、そうした「もう時代劇が作れないかも知れない」という主演俳優の危機感と念願の題材を与えられた監督の情熱が作品に緊張感を与え、のちに「映画史に残る」とも絶賛される名作となった。

### 撮影
『風と女と旅鴉』（1958年）以来加藤泰映画のトレードマークとなっている極端なローアングル、シンクロ（同時録音）は本作品でも頻繁に使用されている。また、スタジオ内に再現された四季の移ろいや、雪景色、夕焼け空の鰯雲などがやや誇張された形で表現されているのも本作品の大きな特徴である。
加藤が本作の前に撮った『明治侠客伝 三代目襲名』（1965年）においては、男女が情感を通わせるさまが、真夏の河原で女が男に桃を渡す行為で表現されていたが、本作品でも中村錦之助演じる沓掛時次郎に池内淳子演じるおきぬが晩秋の渡し舟の上で真っ赤に熟れた柿を渡す場面があり、その行為を契機として男女の情感が高まっていく演出がなされている。この「季節の果物を渡す」行為の抒情性は、後に山根貞男などの評論家や観客によって、「加藤泰美学」と呼ばれるようになった。
後半、おきぬと離れ離れになった時次郎が、真冬の夜の居酒屋で女将（中村芳子）相手に自分の身の上を架空の「友達」に託して語り、自身の不甲斐なさを嘆く場面は、約3分間にわたるフィックスショットによる長回しで撮影され、その息詰まる場面が終わった途端、聞き覚えのある音楽に感極まった時次郎が表に飛び出すとおきぬと再会するという場面展開になっている。こうしたいつ果てるとも知れない緊張が、その後に来る情感の開放を極限まで高める演出も、高く評価されている。

### 脚本
本作の高評価には脚本の鈴木尚之と掛札昌裕も貢献している。
渥美清が演じた身延の朝吉、岡崎二朗が演じた昌太郎などは長谷川の原作に登場しない、鈴木と掛札の創作によるオリジナルキャラクターである。しかし加藤は自身の中に完全に理想化された「長谷川伸の世界」があり、それをそのまま撮りたいと主張したため、「そういうものは余分だ」と拒否した。これに対し鈴木と掛札が「身延の朝吉がいるから映画が深くなるんだ」とぶつかって埒が明かず、所長の岡田を交えて話し合ったが、鈴木が絶対に引かず、加藤に脚本を1行も直させないで撮らせた。桂千穂は「渥美清なんか最高。直さなかったから良かったんでしょう」と評している。この時、加藤と鈴木に確執が生まれたが、のちに中国へシンポジウムで一緒になり仲よくなったという。

## 評価
強烈な魅力を持った本作品は、熱烈なファンがいることでも知られている。
水野晴郎（当時は水野和夫）は、公開当時から本作を熱烈に支持していた。水野は加藤泰作品の初期から支持を表明し作品を見続けてきた唯一の批評家である。水野はキネマ旬報社から『世界の映画作家シリーズ』の14巻として刊行された『加藤泰 山田洋次』（1972年）の編集・執筆に携わっている。
1960年代に雑誌ガロで漫画評論を執筆していた山根貞男は、本作品を観たことがきっかけで映画評論へと移行することになった。山根の最初の本格的な映画評論は、4号まで刊行された同人誌『加藤泰研究』である。『加藤泰研究』は、本作のタイトルを借用して『遊侠一匹 加藤泰の世界』という書名で単行本化されている（1970年、幻燈社）。
また、山根がガロで活躍していた頃、同誌の編集者だった権藤晋も本作品をきっかけにして加藤泰ファンを自称するようになり、加藤を扱った書籍を幻燈社や北冬書房から出版し、ワイズ出版から刊行された『加藤泰映画華』（1995年）にも監修者として参加している。

## あらすじ
旅烏の時次郎は、自分を慕ってついてくる身延の朝吉とともに気ままな旅を続けていたが、草鞋を脱いだ佐原の勘蔵一家と牛堀の権六一家の縄張り争いに巻き込まれそうになる。かつて飯岡助五郎と笹川繁蔵の争いに一宿一飯の義理で助っ人を申し出た時次郎は、多くの人間を斬り殺したことでやくざに嫌気がさしており、勘蔵の娘・お葉の懇願を振り切って立ち去るが、男を上げたい朝吉は時次郎を罵り、単身牛堀一家に殴りこんで返り討ちにあってしまう。
朝吉の供養を済ませた時次郎は、渡し舟で子供を連れた女から真っ赤な柿を手渡され、しばしその母子と旅を共にして悲しみを癒す。その後訪れた鴻巣では鴻巣金兵衛一家のいざこざに巻き込まれる。もう人を斬りたくない時次郎は早々に立ち去ろうとするが、鴻巣一家と対立していた中野川一家最後の生き残りである六ツ田の三蔵を殺せば一宿一飯の義理は問わないと金兵衛に直接頼まれて、三蔵を殺しに行くことになる。三蔵を一騎討ちで討ち取った時次郎は、今わの際の三蔵から妻と子を連れて、妻のおきぬの故郷である熊谷の伯父の元へと送り届けてほしいと頼まれる。ところが、その家族のところへ行ってみると、三蔵の妻子おきぬと太郎吉とは、渡し舟で柿を手渡してくれ旅を共にした母子だと知って、時次郎は愕然とする。時次郎は涙ながらに自分が一宿一飯の義理で三蔵を斬ったと苦しい告白をした。熊谷に着いてみるとおきぬの伯父は年貢の厳しい取り立てを苦にして首をくくりすでにこの世になく、身寄りを失ったおきぬ母子に時次郎は「自分の故郷、信州・沓掛へ行こう」と誘う。しかし、時次郎と旅をするうちに彼に心を許し、いつしか恋心さえ抱くようになってしまったおきぬは、亡き夫への思いとの板挟みを苦にして時次郎の元から消えてしまう。
一年後、真冬の高崎宿で、悲嘆にくれる時次郎は、外で門付の母子が弾く追分節の三味線を聞いて表に飛び出し、今は流れ者の門付にまで身を落としているおきぬ母子と再会を果たす。その追分節は、かつて別れる前日におきぬが時次郎を慰めるために歌った、時次郎の故郷の唄だった。こうして二人は再会するが、おきぬは肺を病んでおり、床に伏してしまう。おきぬを助けるためには高価な薬が必要であり、その金を稼ぐために時次郎は一度は捨てた刀を再度手にとって、もう一度だけと草鞋を脱いだ八丁徳一家の喧嘩の助っ人をする決意をするのだった。
やがておきぬが病で亡くなり、その子どもを引き取って旅に出る時次郎を追ってくる男がいた。その男は搾取され続ける百姓に嫌気がさしてヤクザ稼業に憧れていた。時次郎は「昌太郎さん、悪いことは言わねぇ。百姓に戻りなせぇ。やくざってぇのはねぇ、虫けらみたいなもんさ」と宥めるが襲われ、彼を切ろうとしたが子どもが必死で止め、時次郎は殺すことを思いとどまり今度こそ刀を捨てた。

## 出演者
順は本作タイトルバックに、役名は国立映画アーカイブおよびキネマ旬報映画データベース（KINENOTE）に基づく。
- 沓掛時次郎：中村錦之助（萬屋錦之介）
- おきぬ：池内淳子（東宝）
- 昌太郎：岡崎二朗
- お葉：弓恵子
- お松：三原葉子
- おろく：清川虹子
- 太郎吉：中村信二郎
- 安兵衛：阿部九州男
- 大野木の百助：尾形伸之介
- 蝮の大八：小田部通麿
- 八丁徳：明石潮
- お槇：中村芳子
- 牛堀の権六：中村時之介
- 鴻巣金兵衛：堀正夫
- 苫屋の半太郎：江木健二
- 磯目の鎌吉：阿波地大輔
- 深谷の松蔵：飯沼慧
- 熊谷在の百姓：五里兵太郎
- 佐原の勘蔵：高松錦之助
- 中村錦司
- 医者：村居京之輔
- 平六：波多野博
- 子分：高谷舜二
- 渡船の百姓1：島田秀雄
- 渡船の百姓2：山田光子
- 木谷邦臣
- 鷹司譲紀
- 疋田圀男
- 定吉：那須伸太朗
- 毛脛の半太：小山田良樹
- 子分：松下次郎
- 中盆：志賀勝
- 壺振り：結城哲也
- 波千鶴
- 丸平峰子
- 大城泰
- 香月凉二
- やくざ2：西田良
- やくざ3：平沢彰
- クレジットなし[17]
  - やくざ1：岩尾正隆
- 身延の朝吉：渥美清
- 六ツ田の三蔵：東千代之介

## スタッフ
順（監督を除く）および職掌は本作タイトルバックに基づく。
- 監督：加藤泰
- 企画：小川三喜雄、三村敬三
- 原作：長谷川伸
- 脚本：鈴木尚之、掛札昌裕
- 撮影：古谷伸
- 照明：中山治雄
- 録音：渡辺芳丈
- 美術：井川徳道
- 音楽：斎藤一郎 ※クレジット表記は斉藤一郎
- 編集：宮本信太郎
- 助監督：篠塚正秀
- 記録：塚越恵江
- 装置：稲田源兵衛
- 装飾：清水悦夫
- 美粧：林政信
- 結髪：西野艶子
- 衣裳：森護
- 擬斗：足立伶二郎
- 進行主任：福井良春
- 主題歌：フランク永井『遊侠一匹』（ビクターレコード 作詞：佐伯孝夫 作曲：吉田正）

## ネット配信
YouTube「東映時代劇YouTube」企画「映画監督・大友啓史が選ぶ東映時代劇3選」の一環として、2023年2月3日16:00（JST）から同年同月10日23:59（JST）まで無料配信が行われた。冒頭では大友啓史による映画解説も行われた。